# تويوتا هايس
تويوتا هايس هي طراز ڤان من إنتاج شركة تويوتا للسيارات من عام 1967م حتى الآن.
تم إنتاج هذا الطراز للخدمات التجارية بمختلف أشكالها حيث ان للسيارة عدة أشكال منها ڤان، سيارة نقل صغيرة، سيارة نقل مزدوجة الكابينة، سيارة رحلات، حافلة مدارس، سيارة أجرة، سيارة إسعاف، سيارة شرطة، سيارة عسكرية لنقل الجنود وغيرها من الأشكال التي تخدم عدة فئات من المستهلكين.
زودت السيارة إما بمحرك بنزيزي أو سولار ولاحقاً زودت بمحرك سولار بشاحن توربيني. وقد نجحت السيارة بشدة في منطقة الشرق الأوسط واليابان وإفريقيا.

## الجيل الأول (H10)
في أواخر الستينيات من القرن الماضي ، قادت شركة Toyota Auto Body ، وهي شركة تعاقد من الباطن لشركة Toyota ، تطوير HiAce كشاحنة صغيرة ذات تصميم صندوق واحد ، على غرار تلك الأوروبية في ذلك الوقت ، ولكن وفقًا للموظف الكبير السابق في Toyota ، أكيرا كاوهارا ، شيء غير مرئي في الصناعة اليابانية.
تم تقديم HiAce في عام 1967 ، وقد تم تقديمه كسيارة أجرة فوق البيك أب ، وشاحنة التوصيل ، وسيارة ركاب ممتدة. كان يطلق عليه أيضًا HiAce Commercial في تكوين عربة الكارافانات. تم طرحها في السوق بعد عامين من تقديم نيسان هومي ، التي استحوذت عليها نيسان عندما تولت عمليات شركة برينس موتور . تم توفير عدد قليل من المحركات ذات الأحجام المختلفة عند التقديم ، بدءًا من 70 حصانًا (51 كيلو واط) 1.35 إلى 83 حصانًا (61 كيلو واط) إصدار 1.6 لتر.
في عام 1975 ، تمت إضافة محرك 16R سعة 1.8 لتر . كان HiAce متاحًا مع سخان ، والذي كان يعتبر عنصرًا فاخرًا في ذلك الوقت.
تم تصميم HiAce في المقام الأول كمركبة ركاب قادرة على نقل ما يصل إلى 8 أشخاص. مع وضع هذا الهدف في الاعتبار ، كانت الأبعاد الخارجية HiAce وإزاحة المحرك متوافقة مع لوائح الحكومة اليابانية وذلك لتشجيع المبيعات ، واستيعاب معظم الركاب من خلال استخدام نمط جسم الكابوفر ، مع تثبيت المحرك أسفل وبين الركاب الأماميين. كان بديلاً أصغر لحافلة صغيرة من طراز Toyota Coaster ، وتم تقديمه إلى اليابان بعد عام 1950 فولكس فاجن ترانسبورتر ، وشيفروليه جرينبرير عام 1961 .
```
تم تقديمه في نفس العام مثل Toyota MiniAce الأصغر ، والتي كانت تعتمد على تويوتا بابليكا ، سلف 
تويوتا كورولا
 .
```

هذا النوع من HiAce هو نموذج نادر هذه الأيام في الغالب بسبب تآكل الطقس والصدأ. تم تصدير شاحنات HiAce التي تم بيعها في الأصل في السوق الأوروبية إلى إفريقيا وجنوب شرق آسيا حيث يتم استخدامها كمركبات نقل عام.

## الجيل الثاني( H11/H20/H30/H40)
يتميز HiAce الجديد لعام 1977 بكابينة أطول وأكثر انسيابية مع مصابيح أمامية فردية. مع نمو أبعاد الأجيال الثانية ، انضمت إليها شاحنة كابوفر أصغر حجمًا على مستوى المبتدئين تسمى Toyota LiteAce لمواصلة تقديم أبعاد أقرب إلى الجيل الأول.
بالإضافة إلى محركات البنزين ، تم تقديم محرك ديزل سعة 2.2 لتر في بعض الأسواق. الجديد في سلسلة "20-40" HiAce كانت شاحنة صغيرة ذات كابينة مزدوجة ، وشاحنة صغيرة ذات قاعدة عجلات طويلة ، وعربة نقل طويلة للغاية ذات سقف مرتفع. يمكن أن تستوعب طرازات Commuter حتى 15 راكبًا. حملت الشاحنة ذات قاعدة العجلات القصيرة في البداية رموز الهيكل من سلسلة "H11". بالنسبة للشاحنات الصغيرة ، تحتوي 20 شاحنة على قواعد عجلات قصيرة ، و 30 سلسلة طويلة ، و 40 سلسلة بها قواعد عجلات طويلة للغاية.
بعد طرح الجيل الثالث في عام 1982 ، استمر تصنيع بعض المتغيرات من الجيل الثاني لعدة سنوات. تم تصدير غالبية موديلات الجيل الثاني من أوروبا واليابان إلى دول أفريقية وآسيوية بعد انتهاء الإنتاج وتستخدم كمركبات نقل عام.

## الجيل الثالث (H50/H60/H70/H80/H90)
تم إطلاق شاحنة HiAce جديدة في عام 1982 ، مع وصول شاحنة البيك أب HiAce في أغسطس 1985. كان تصميم كابينة الشاحنة شائعًا في الشاحنة الخفيفة ToyoAce الأكبر حجمًا ، على الرغم من تصميمها الأمامي المختلف. كانت الشاحنة نموذجًا مختلفًا تمامًا عن الشاحنة.
يحتوي رقم طراز الشاحنة على معلومات مختلفة لمواصفات قاعدة العجلات: 50 شاحنة بها قواعد عجلات قصيرة ، وسلسلة 60 طويلة ، وسلسلة 70 طويلة للغاية. شاحنات البيك أب من سلسلة 80 و 90. صالة تويوتا موبايل ، التي عُرضت في معرض طوكيو للسيارات 1987 ، مبنية على ركاب HiAce عالي السقف. بينما تم إعادة تصميم الشاحنة الصغيرة والكوميوتر في عام 1989 ، تم إنتاج الشاحنة الصغيرة حتى عام 1995 ، وكانت آخر شاحنة بيك أب تعتمد على HiAce. تم تقديم تكييف الهواء كمعدات قياسية في بعض المتغيرات من هذا الجيل فصاعدًا.

## معرض صور

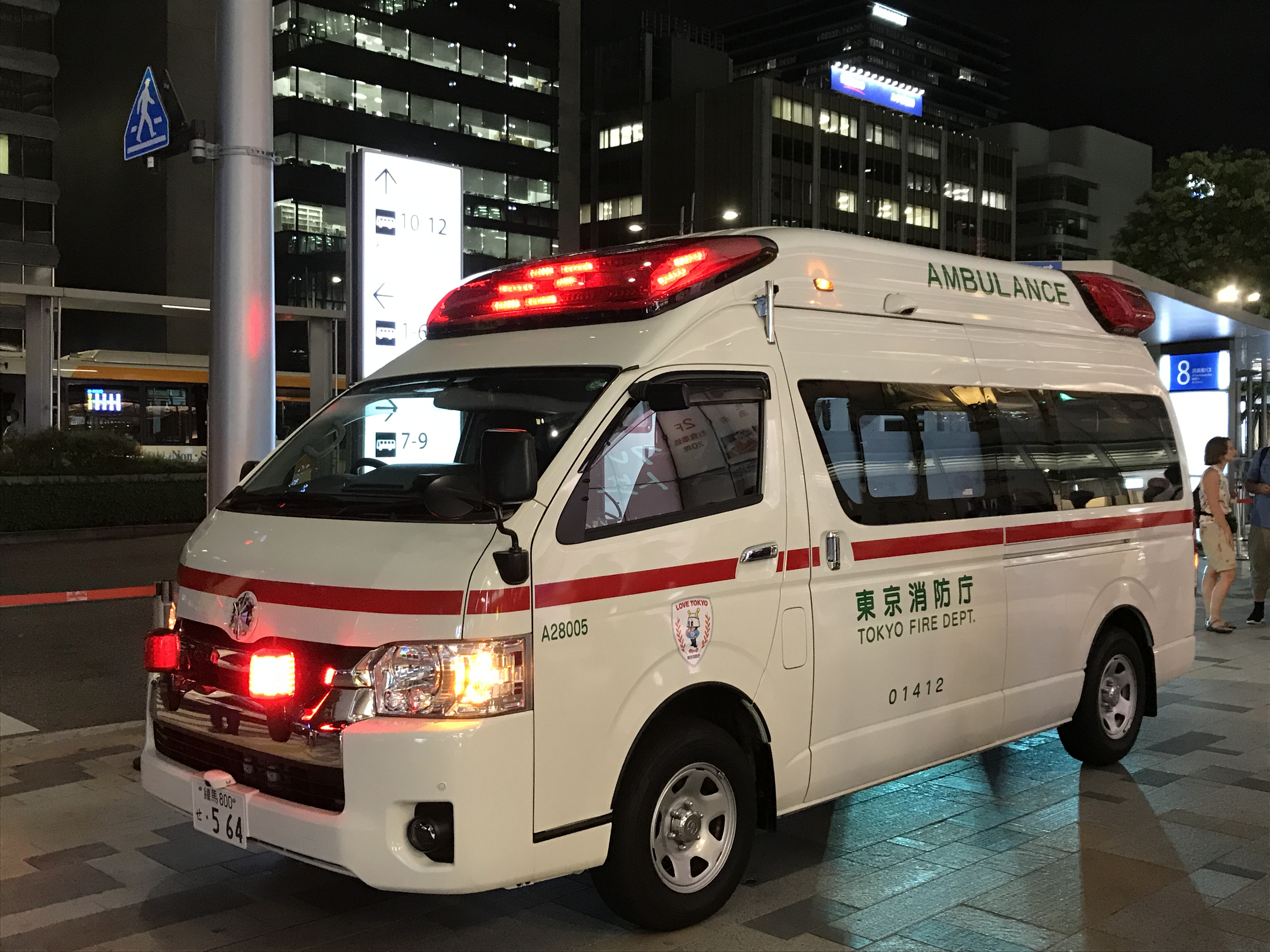
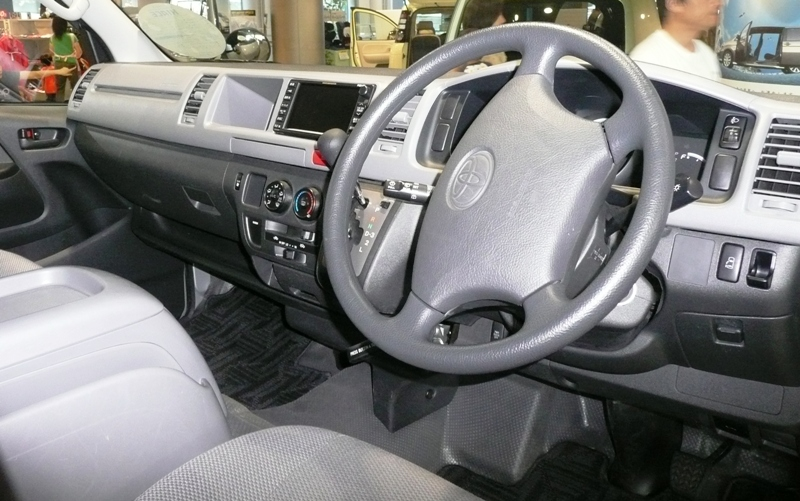
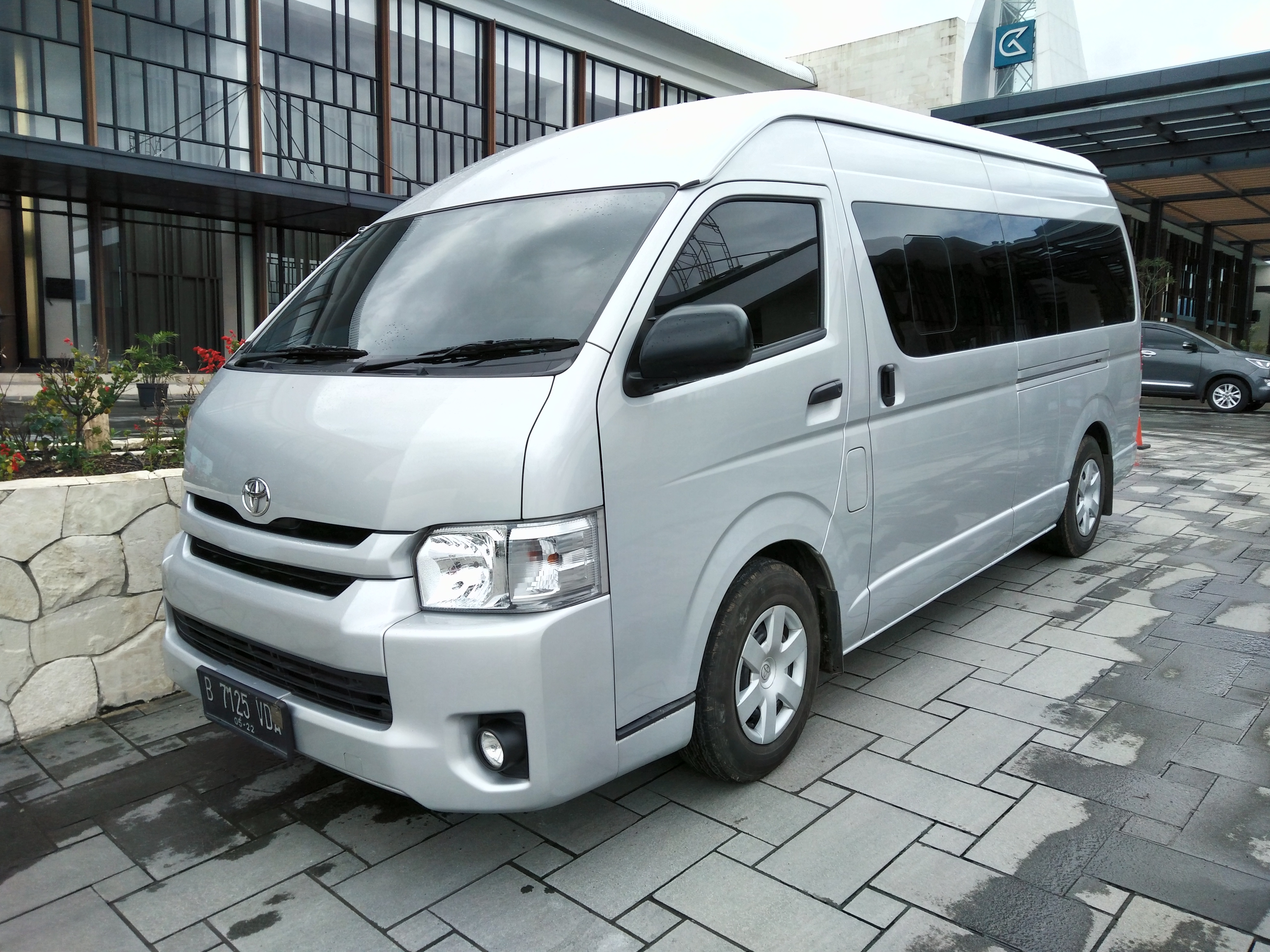
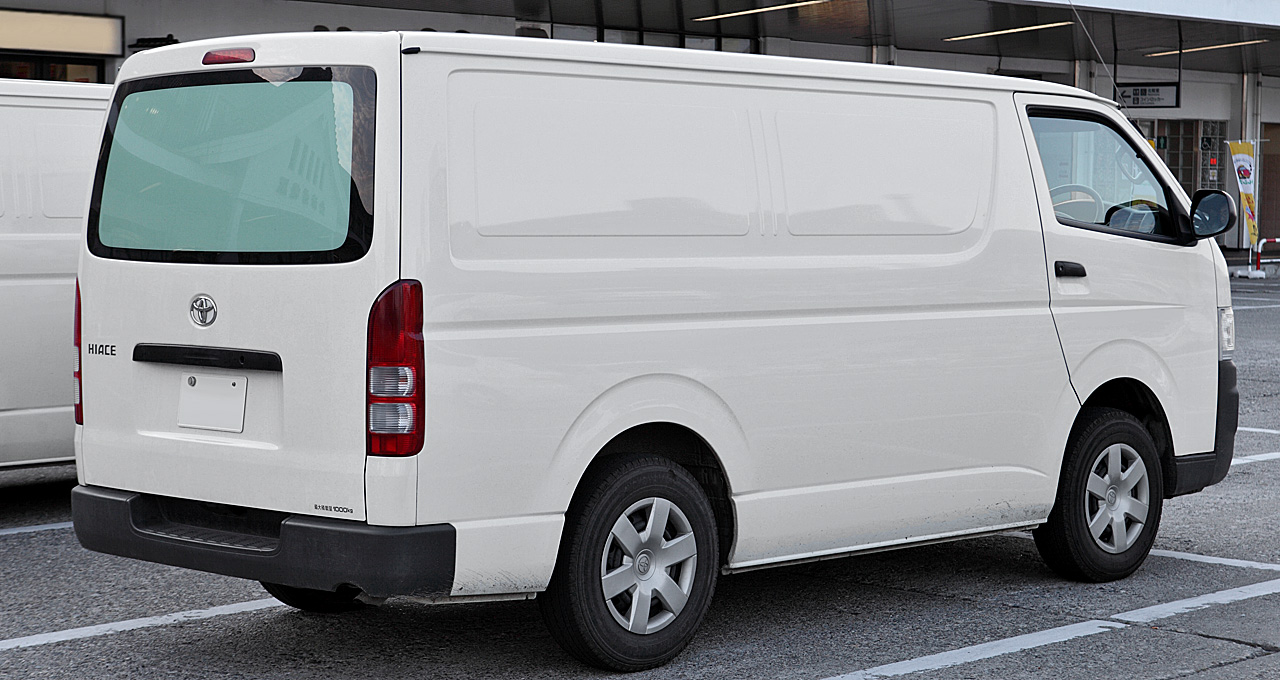